# El túnel (novela de Kellermann)
El túnel (en alemán: Der Tunnel) es una novela de Bernhard Kellermann publicada en abril de 1913. La novela vendió 100.000 copias en los seis meses posteriores a su publicación y se convirtió en uno de los libros de mayor éxito de la primera mitad del siglo XX. En 1939 su circulación había alcanzado millones de copias. El tema principal de la novela es el progreso social, particularmente con respecto a la tecnología moderna. Fue publicado en inglés en 1915 a través de Hodder and Stoughton en el Reino Unido y Macaulay and Co. en los Estados Unidos.

## Argumento
Allan, un ingeniero idealista, quiere construir un túnel transatlántico en el fondo del Océano Atlántico que conecte América del Norte con Europa en unos pocos años. El plan se ve frustrado por motivos económicos y la construcción del túnel (en particular un tramo excavado bajo una montaña) sufre varios desastres. El fiasco parece inevitable, el ejército de trabajadores que trabajan en la obra se rebela y Allan se convierte en una figura odiada en todo el mundo. Tras 26 años de construcción, el túnel finalmente es terminado; sin embargo, esta obra maestra de la ingeniería queda obsoleta en cuanto se inaugura, ya que para entonces los aviones cruzan el Atlántico en pocas horas.

## Recepción
La acogida del libro y sus sentimientos fueron extremadamente positivas y su publicación fue un éxito para Kellermann, traduciéndose a 25 lenguas. La historia anticipaba acontecimientos sociales importantes como la Gran Depresión, y tenía el encanto de una historia mundial paralela de unas décadas de 1920 y 1930 en las que la Primera Guerra Mundial nunca ocurrió. También hizo la observación crítica de que la tecnología siempre queda obsoleta con su aplicación.

## Adaptaciones cinematográficas
Se ha adaptado la novela al cine en cuatro ocasiones. La primera fue Der Tunnel en 1915, una película muda dirigida por William Wauer. Rudolf Olden, en su libro Hitler the Pawn, dice que Adolf Hitler vio esta película en Viena, habló de ella durante días y quedó fascinado por el personaje principal "que despierta a las masas trabajadoras por sus discursos".
Se rodaron tres películas más, una en Alemania y otra en Francia, ambas en 1933, y la tercera en Reino Unido en 1935 (titulada El túnel transatlántico). Las versiones francesa y alemana fueron dirigidas por Curtis Bernhardt y la inglesa por Maurice Elvey. En aquella época no era raro estrenar una película en versiones separadas en diferentes idiomas, cada una con diferentes actores o directores, pero utilizando los mismos decorados y localizaciones.